# Tulisaari (ö i Norra Savolax, Kuopio, lat 62,93, long 27,86)
Tulisaari är en ö i Finland. Den ligger i sjön Juurusvesi och Akonvesi och i kommunen Kuopio i den ekonomiska regionen  Kuopio ekonomiska region  och landskapet Norra Savolax, i den centrala delen av landet, 300 km nordost om huvudstaden Helsingfors. Öns area är 1,5 hektar och dess största längd är 170 meter i sydöst-nordvästlig riktning.